# Бурнак (Башкортостан)
Бурнак — упразднённая деревня в Буздякском районе Башкирской АССР РСФСР СССР. Входила на момент упразднения в Казакларкубовский сельсовет. Ныне территория Капей-Кубовского сельсовета.

## География
Располагалась в 12 км к юго-западу от райцентра и железнодорожной станции Буздяк, в 8 км от центра сельсовета села Казаклар-Кубово (Башкирская АССР : административно-территориальное деление на 1 июня 1952 года : [справочник] / Президиум Верхов. Совета БАССР ; [сост. Н. Ильин, Ш. Файзуллин, М. Курамшин и др. ; отв. ред. А. Денисов]. — Уфа : Башкирское книжное издательство, 1953. — 494, [1] с. : табл. преим. — Алф. указ.: с. 398—493. С.90).

## История
Основана в 1920-е годы.
В 1939 в составе Киска-Елгинского сельсовета.
Существовала до середины 1960-х гг.

## Население
В 1939 году — 87 человек, в 1959 — 61.

## Инфраструктура
В 1925 учтено 12 хозяйств.